# Edgar Allan Poe
Edgar Allan Poe (Boston, Massachusetts, 19 de gener del 1809 - Baltimore, Maryland, 7 d'octubre del 1849) fou un escriptor romàntic en llengua anglesa dels Estats Units d'Amèrica. Va escriure poesia, novel·la i relats curts. Conegut sobretot pels seus relats de temes fantàstics i d'horror, és considerat el pare del conte de terror psicològic i dels relats curts del seu país. Va ser un precursor del relat detectivesc i de la literatura de ciència-ficció, i renovador de l'anomenada novel·la gòtica. Va exercir una gran influència en la literatura simbolista francesa, però la seva empremta arriba molt més lluny: són deutors seus tota la literatura de fantasmes victoriana i, en major o menor mesura, autors com Kafka, Lovecraft, Borges, etc.

## Biografia
Va néixer a Boston (Massachusetts) el 19 de gener del 1809, amb el nom d'Edgar Poe i era el segon fill d'un matrimoni d'actors, format per David Poe -d'ascendència irlandesa-, i Elizabeth Arnold -de pares anglesos.
A dos anys, el seu pare abandonà la seva muller, que tornà a caure prenyada. Quan va néixer la nena, Rosalie, anaren a viure a Richmond (Virgínia), a casa d'uns parents. Poc després (1811), l'Elizabeth va morir i l'Edgar va ser emparat, sense que l'adoptessin legalment, per un matrimoni, John i Frances, del qual va heretar el seu cognom Allan. Amb ells, va viure a Irvine, Escòcia i a Londres, Anglaterra entre el 1815 i el 1820.
A comptar de l'edat de setze o disset anys, començà a tenir problemes amb l'alcohol, tot sovint a causa dels seus nombrosos afrontaments amb John Allan, el seu padastre fins que el 1826 va marxar de casa dels Allan i, en no trobar feina, es va allistar a l'exèrcit a Fort Moultrie, Carolina del Sud amb el nom d'Edgar Allan Perry, on aviat va pujar a Sergent Major.
Quan ja feia dos anys a l'exèrcit, Edgar volgué deixar-lo i dedicar-se, definitivament, a establir contactes sòlids amb editors i directors de revistes per tal de publicar el seu segon llibre de poemes, Al Aaraf. Emperò, la manca de fons féu que arribà a un acord, malgrat la mala relació que tenia amb John Allan, per tal d'entrar a l'escola militar de West Point, pensant que així ell li donaria l'ajut econòmic que li calia. El maig de 1829, després de la mort de la seva "mare" Frances Allan, que John no va permetre que Poe veiés, va anar a viure a casa de la seva tia Maria Clemm. Hi visqué modestament amb els fills d'ella, Henry i Virginia, l'àvia paterna d'Edgar i el seu germà David, ja en fase avançada de tuberculosi, amb qui compartia cambra. A Maria Clemm sí que l'arribaria a considerar la seva mare.
El mes de març de 1830 és acceptat a l'Acadèmia de West Point i, quan John Allan es casa una vegada més i després d'una grossa baralla, Edgar es fa expulsar de l'acadèmia, l'única manera de sortir-ne. Torna a Baltimore a viure amb els Clemm i poc després de la seva arribada, morirà el seu germà David. És en aquesta època que l'interès de l'Edgar canvia de la poesia als relats curts.
El 1834, es casà amb la seva cosina Virginia Clemm, de tan sols tretze anys, i durant algun temps fou director d'importants publicacions de Richmond, Boston i Filadèlfia. També visqué a Nova York, amb la seva dona malalta de tuberculosi, i hi publicà el seu poema més important, The Raven (El corb, 1845). La mort de Virginia, el gener del 1847, el va afectar molt: l'enfonsà en l'alcoholisme i la depressió, i tumultuoses relacions amb altres dones. El juny del 1849, es publicà el seu darrer conte i, pòstumament, el 9 d'octubre del 1849, el darrer poema, Annabel Lee.

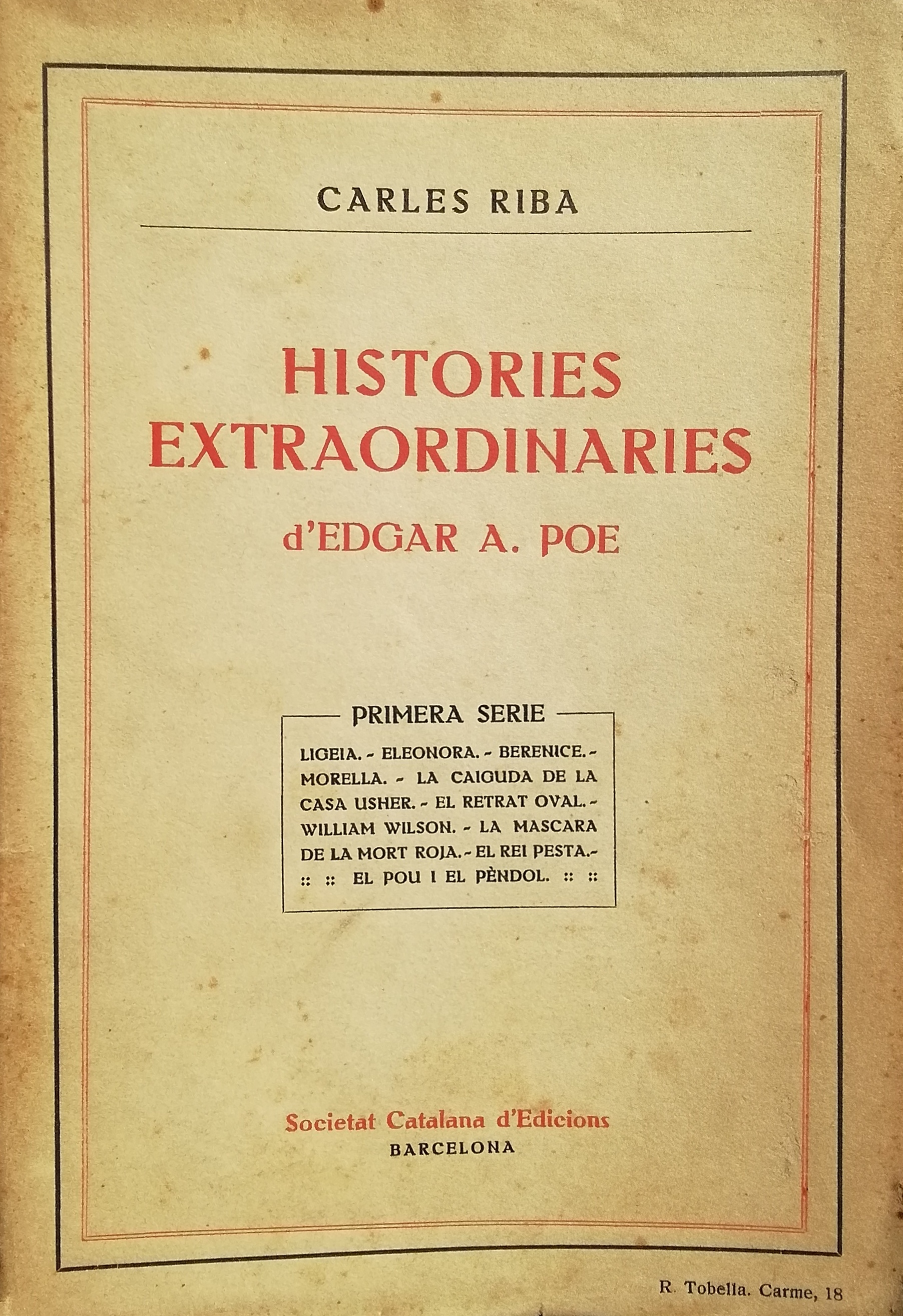
Contes i relats d'Edgar Allan Poe traduïts al català i publicats a Barcelona l'any 1915

A part de poesia i contes, va escriure també una novel·la, Les aventures d'Arthur Gordon Pym (1838); un assaig filosòfic, Eureka (1848); i crítica literària i artística. Va destacar sobretot en el gènere del misteri i de l'horror.
Va morir a Baltimore (Maryland), el 7 d'octubre del 1849, víctima del delirium tremens, si bé també s'ha presumit que potser va morir d'altres causes.

## Obra
Els seus dos primers llibres foren de poesia: Tamerlane and other poems (maig de 1827) i Al Aaraf, Tamerlane and minor poems (1829). El 14 de gener del 1832 publicà Metzengerstein, el primer dels seus 67 contes, en una revista de Baltimore.
Va ser molt versat per la seva feina en la literatura contemporània, per la seva tendència natural a la novel·la gòtica anterior, i també pels romàntics anglesos i alemanys. Poe va cultivar tant la narrativa com la poesia i l'assaig, realitzant aportacions originals (aquest fet era una llei per a ell) en aquests camps.
Se'l considera una gran influència en el simbolisme dins del gènere poètic, especialment sobre el seu traductor al francès, el poeta Charles Baudelaire, creador d'aquesta escola a França. Tot i això, s'ha d'aclarir que aquesta influència va ser estrictament temàtica i no formal.

### Relats
La seva contribució més important a la història de la literatura, la constitueixen els relats curts de gèneres diversos. En aquests, són destacables la seva factura equilibrada i l'elevat nivell artístic. Dotat d'una gran intel·ligència i d'una poderosa imaginació, Poe era el mestre absolut en el camp del misteri, i també en la recreació d'atmosferes plenes de terror, mentre que en el terreny tècnic, el seu domini del tempo o ritme narratiu no tenia parió. Julio Cortázar, gran admirador seu, assenyalava l'economia de mitjans dels quals feia gala per tal d'aconseguir els seus propòsits.
Els seus contes més importants pertanyen al gènere fantàstic i de terror: Manuscrit trobat en una ampolla (pel qual va rebre el seu primer premi literari al concurs de contes del Baltimore Saturday Visiter, consistent en 50 $), El gat negre, El pou i el pèndol, El cor delator, La caiguda de la casa Usher, La veritat sobre el cas del senyor Valdemar, L'enterrament prematur, Berenice, Ligeia, etc. Aquests relats esgarrifosos han fascinat generacions senceres de lectors i escriptors del gènere macabre, i sobre el fosc simbolisme inherent a aquests han corregut rius de tinta.
Com s'ha dit, Poe -juntament amb Mary Shelley i el seu Frankenstein- va anticipar-se a la narrativa de ciència-ficció (o ficció científica), com ho proven les obres següents: La incomparable aventura d'un tal Hans Pfaal, El poder de les paraules, Revelació mesmèrica, La veritat sobre el cas del senyor Valdemar, Descens a Maelstrom, Von Kempelen i el seu descobriment...
A més, va ser precursor de la novel·la policíaca amb històries com L'escarabat d'or (conte en què el protagonista aconsegueix trobar un tresor pirata), en les quals es resolen, analíticament i lògica, problemes de gran complexitat. Són d'importància, en aquest sentit, les narracions detectivesques que tenen com a protagonista el gentilhome Auguste Dupin: Els crims de la Rue Morgue, La carta robada i El misteri de Marie Rogêt. En aquest personatge, es va inspirar Arthur Conan Doyle per crear el seu Sherlock Holmes.

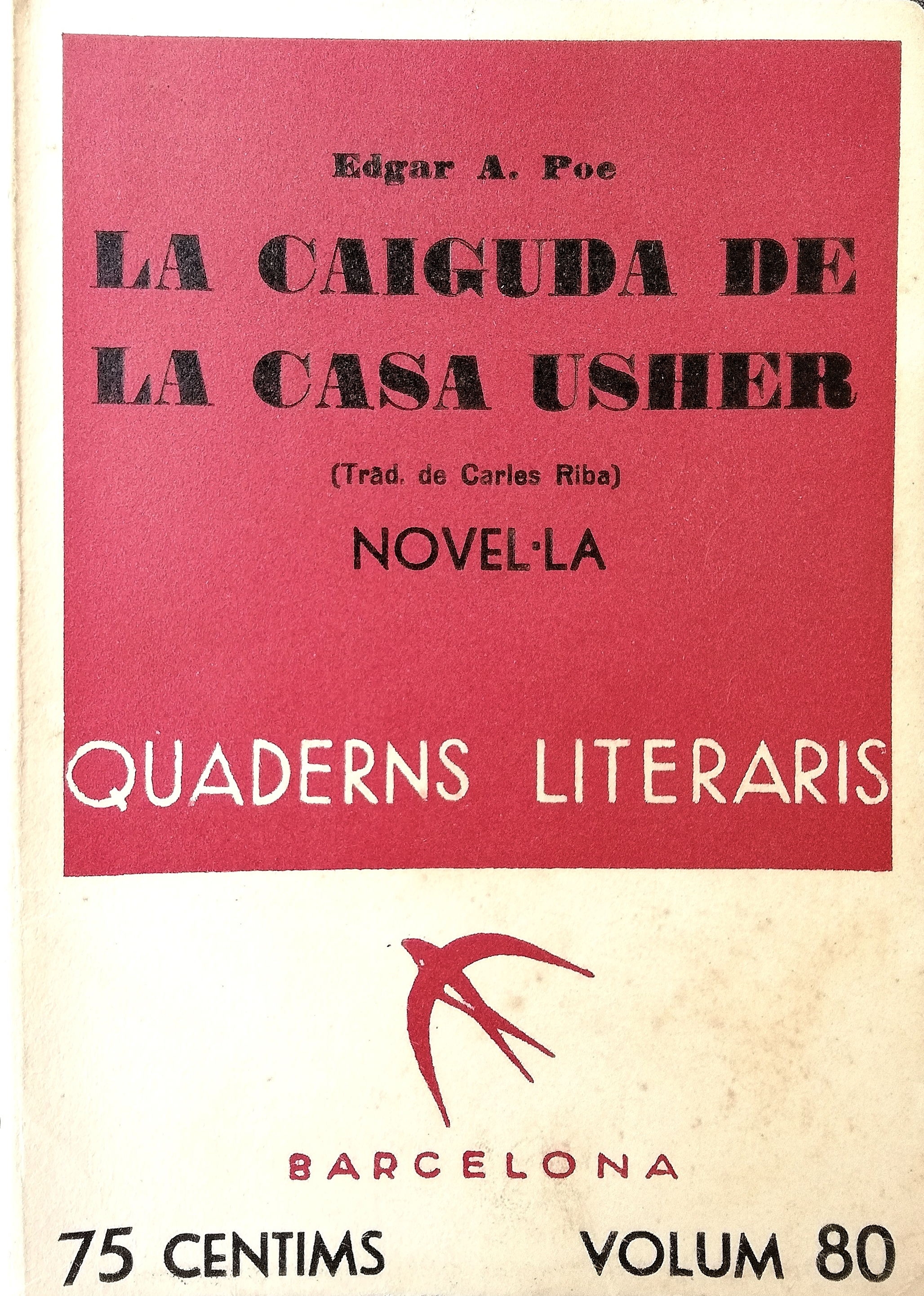
The Fall of the House of Usher (La caiguda de la Casa Usher) - Ligeia - Morella (Morel·la) - Berenice - Eleonora - A Descent into the Maelström (Una davallada al Maelström), sis contes/relats d'Edgar Allan Poe traduïts al català i publicats a Barcelona l'any 1935 dins la col·lecció Quaderns Literaris

Menys coneguts són els seus contes "grotescos", els quals per a alguns mostraven un molt discutible sentit de l'humor: Bon-bon, L'alent perdut, El rei Pesta, El sistema del doctor Tarr i el professor Fetjer, etc. Robert Louis Stevenson, en un conegut assaig sobre Poe arriba a afirmar: "L'home capaç d'escriure El rei Peste ha deixat de ser humà". Malgrat tot, i per la seva extravagància, aquestes narracions van ser molt apreciades pels poetes surrealistes.
Menció a part mereixen els seus relats de tall poètic i metafísic, molts d'aquests autèntics poemes en prosa amb una estètica sense defectes: La conversa d'Eiros i Charmion, El col·loqui de Monos i Una, L'ant, L'illa de la fada, Silenci, Ombra, etc.
Poe és autor d'una única novel·la curta: Les aventures d'Arthur Gordon Pym (The Narrative of Arthur Gordon Pym of Nantucket) (1838). Es tracta d'un relat d'aventures marineres de tipus històric, centrat en l'intrèpid protagonista -que trobaria ressò posteriorment en les obres de Stevenson. A causa de l'abundància de detalls macabres que conté i el seu indesxifrable desenllaç, l'obra sempre ha estat envoltada de polèmica.

### Poesia
En poesia, el seu gènere més controvertit, li devem composicions d'extraordinària musicalitat, com Les campanes i Annabel Lee, les quals, a causa de les complicacions estructurals, van fer gairebé impossible la seva traducció a altres idiomes, si no era en prosa.
El més popular de tots els seus poemes és El corb, un cant narratiu de tall romàntic en què explica l'arribada d'una d'aquestes aus a l'estança d'un home solitari, una nit de tempesta. A les atribolades preguntes del personatge sobre el seu destí i la seva estimada morta, "Lenore", el sinistre ocell respon invariablement "never more" ('mai més').

### Assaig
Poe també va exercir amb encert l'assaig sobre els temes més variats (la llarga meditació cosmològica Eureka; Marginàlia; Criptografia; Filosofia del moblatge; entre d'altres), així com la crítica literària (cal destacar les seves ressenyes sobre Longfellow, Dickens i Hawthorne), en la qual es va mostrar enemic de l'aldeanisme nord-americà i més aviat partidari d'una creació d'índole independent i cosmopolita. Finalment, va investigar sobre els misteris i les tècniques de la composició literària en El principi poètic (1850), i la seva famosa Filosofia de la composició (1846), que versa sobre la seva peça més coneguda, El corb. En aquestes, tot i tractar-se d'un autor romàntic, sosté que l'obra literària no és tant un producte d'una inspiració com de la feina planificada i meditada. En aquest sentit, el seu pensament es pot vincular amb el que defensa William Wordsworth en el pròleg a la segona edició de les seves Balades líriques, en què deia que la poesia és el record tranquil d'intenses emocions, alhora que prefigura les idees dels formalistes.

### Obres principals
Les seves obres més importants són:
- The Murders in the Rue Morgue (Els Assassinats del Carrer Morgue) i dins del mateix llibre també: The Mystery of Marie Rogêt (El misteri de Maria Roget) - The Purloined Letter (La Lletra Robada) d'Edgar Allan Poe. Traducció catalana publicada a Barcelona l'any 1934 dins la col·lecció Quaderns LiterarisEl gat negre
- L'escarabat d'or
- La bóta d'amontillat
- Berenice
- El pou i el pèndol
- Un descens al Maelström
- La caiguda de la casa Usher

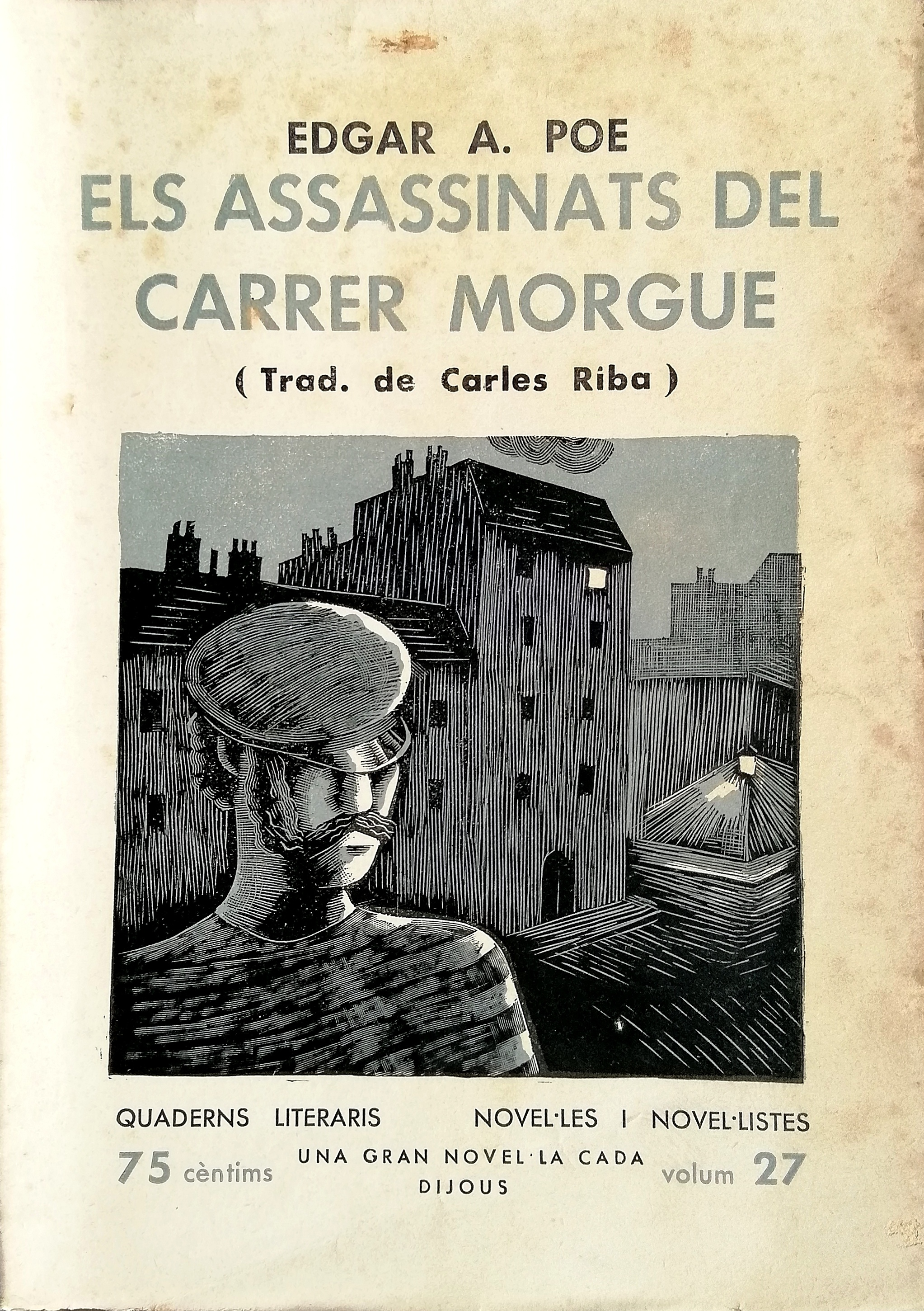
The Murders in the Rue Morgue (Els Assassinats del Carrer Morgue) i dins del mateix llibre també: The Mystery of Marie Rogêt (El misteri de Maria Roget) - The Purloined Letter (La Lletra Robada) d'Edgar Allan Poe. Traducció catalana publicada a Barcelona l'any 1934 dins la col·lecció Quaderns Literaris

- El misteri de Marie Rogêt, traducció catalana de l'any 1934 a Quaderns Literaris
- Els crims del carrer Morgue[4] (Els Assassinats del Carrer Morgue), traducció catalana de l'any 1934 a Quaderns Literaris
- La carta robada (La Lletra Robada), traducció catalana de l'any 1934 a Quaderns Literaris
- El corb
- William Wilson
- Annabel Lee
- El cor delator
- El dimoni de la perversitat
- Les aventures d'Arthur Gordon Pym (1838)
- Eureka: A Prose Poem (1848) [Eureka. Traducció de Marta Pera Cucurell, Adesiara Editorial, octubre 2018, col. Vagueries, 21].

## Estil literari i temes

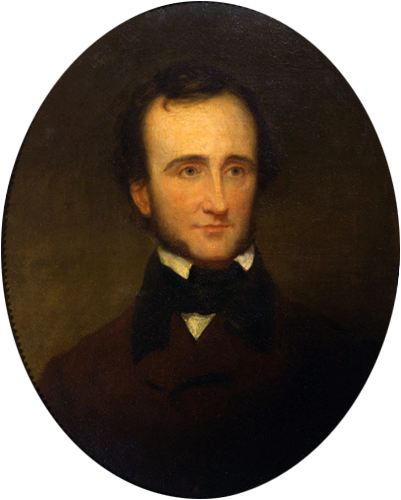
Retrat de 1845 de Samuel Stillman Osgood

### Gèneres
Les obres de ficció més conegudes de Poe són gòtiques, adherint-se a les convencions del gènere per atraure el gust del públic. Els seus temes més recurrents tracten qüestions relacionades amb la mort, inclosos els signes físics, els efectes de la descomposició, les preocupacions de l'enterrament prematur, la reanimació dels morts i el dol. Moltes de les seves obres es consideren generalment part del gènere del romanticisme fosc, una reacció literària al transcendentalisme que a Poe li desagradava fermament. Poe va escriure una vegada en una carta a Thomas Holley Chivers que no li desagradaven els transcendentalistes, "només els pretendents i els sofistes".
Més enllà de l’horror, Poe també va escriure sàtires, contes d’humor i enganys. Per a l'efecte còmic, va utilitzar la ironia i la ridícula extravagància, sovint en un intent d’alliberar el lector de la conformitat cultural. "Metzengerstein" és la primera història que se sap que Poe va publicar i la seva primera incursió en el terror, però originalment estava pensada com una burlesca satirització del gènere popular. Poe també va reinventar la ciència-ficció, responent en els seus escrits a tecnologies emergents com els globus aerostàtics de "The Balloon-Hoax".
Poe va escriure gran part de la seva obra utilitzant temes dirigits específicament als gustos del mercat massiu. Amb aquesta finalitat, la seva ficció sovint incloïa elements de pseudociències populars, com ara la frenologia i la fisiognomia.

### Teoria literària
L'escriptura de Poe reflecteix les seves teories literàries, que va presentar en la seva crítica i també en assajos com "El principi poètic". No li agradava el didacticisme i l'al·legoria, encara que creia que el significat de la literatura hauria de ser un corrent subterrani just sota la superfície. Va escriure que les obres amb significats obvis deixen de ser art. Creia que el treball de qualitat havia de ser breu i centrar-se en un efecte únic específic. Amb aquest propòsit, creia que l'escriptor havia de calcular acuradament tots els sentiments i idees.
Poe descriu el seu mètode escrivint "El corb" a l'assaig "Filosofia de la composició" i afirma haver seguit estrictament aquest mètode. Tanmateix, s'ha qüestionat si realment va seguir aquest sistema. T. S. Eliot va dir: "Ens és difícil llegir aquell assaig sense reflectir que, si Poe va traçar el seu poema amb aquest càlcul, potser s'hauria d'haver esforçat mica més: el resultat difícilment acredita el mètode". El biògraf Joseph Wood Krutch va descriure l'assaig com "un exercici bastant enginyós en l'art de la racionalització".